# Земков, Владимир Николаевич
Владимир Николаевич Земков (11 апреля 1953 — 15 июня 2003) — советский борец классического стиля, чемпион и призёр чемпионатов СССР, мастер спорта СССР международного класса (1975). Увлёкся борьбой в 1965 году. В 1973 году выполнил норматив мастера спорта СССР. Участвовал в четырёх чемпионатах СССР (1972—1979). Победитель международных турниров.

## Спортивные результаты
- Классическая борьба на летней Спартакиаде народов СССР 1975 года — ;
- Чемпионат СССР по классической борьбе 1977 года — ;